# سيرغي بيلوف
سيرغي بيلوف (الروسية: Белов, Сергей Александрович) مواليد 23 يناير 1944 في تومسك أوبلاست، الاتحاد السوفيتي - الوفاة 3 أكتوبر 2013، كان لاعب كرة سلة روسي أصبح مدرباً بدأ مسيرته الاحترافية في سنة 1964. بلغ طوله 6 قدم 2.75 بوصة (1.9 م). مثّل منتخب بلاده. شارك في دورة الألعاب الأولمبية الصيفية سنة 1968. اعتزل اللعب في 1980. دخل قاعة نايسميث التذكارية لمشاهير كرة السلة.

## سجل المنافسة
شارك في المنافسات التالية:
- بطولة أمم أوروبا لكرة السلة 1967
- بطولة أمم أوروبا لكرة السلة 1969
- بطولة أمم أوروبا لكرة السلة 1971
- بطولة أمم أوروبا لكرة السلة 1973
- بطولة أمم أوروبا لكرة السلة 1975
- بطولة أمم أوروبا لكرة السلة 1977
- بطولة أمم أوروبا لكرة السلة 1979

## روابط خارجية
- سيرغي بيلوف على موقع IMDb (الإنجليزية)
- سيرغي بيلوف على موقع الاتحاد الدولي لكرة السلة (الإنجليزية)
- سيرغي بيلوف على موقع سبورتس رفرنس (الإنجليزية)
- سيرغي بيلوف على موقع اللجنة الأولمبية الدولية (الإنجليزية)
- سيرغي بيلوف على موقع أوليمبيديا (الإنجليزية)